# Roman Jeker
Roman Jeker (31 de gener de 1970) va ser un ciclista suís. Va destacar com amateur, i en el seu palmarès destaca la medalla al Campionat del Món en contrarellotge per equips de 1993 i el Campionat de Suïssa en contrarellotge.
Era germà del també ciclista Fabian Jeker.

## Palmarès
- 1994
  -  Campió de Suïssa en contrarellotge
  - 1r al Gran Premi de Chiasso
  - Vencedor d'una etapa a la Volta a Àustria